# Lorde Coelhão
Lorde Coelhão é um personagem fictício que faz parte da criação de Maurício de Sousa, criador da Turma da Mônica, e dublado por Arakén Saldanha.

## História
É um vilão, e participou de dois filmes da Turma da Mônica: "As Aventuras da Turma da Mônica" e "A Princesa e o Robô". Em ambos filmes, é dublado por Arakén Saldanha e possui ideais semelhantes, mas no segundo, seu principal objetivo é conseguir a mão da princesa Mimi, a princesa do planeta Cenourano. Sua meta, em "As Aventuras da Turma da Mônica" é transformar a Terra em uma grande plantação de cenouras.[carece de fontes?] Lorde Coelhão possui o seu próprio exército de robôs, um capanga de nome Zoiúdo e a Nave-mãe. Isso tudo é possível graças à significativa vantagem de ser conselheiro real do planeta em que vive. As aparições de Lorde Coelhão na Turma da Mônica se dão basicamente nos filmes, aparecendo muito raramente nas histórias em quadrinhos. Uma das histórias em que ele aparece depois do filme A Princesa e o Robô é a história "2001 - Uma Odisséia no Parque". Lorde Coelhão reapareceu no mangá da Turma da Mônica Jovem na 3ª edição como aliado do Poeira Negra (Capitão Feio) e Yuka.